# Leichhardt, New South Wales
Leichhardt este o suburbie în Sydney, Australia.